# Satz von Lindemann-Weierstraß
Der Satz von Lindemann-Weierstraß ist ein zahlentheoretisches Lehrsatz über die Nichtexistenz von Nullstellen bei gewissen Exponentialpolynomen, woraus dann beispielsweise die Transzendenz der eulerschen Zahl {\displaystyle e} und der Kreiszahl {\displaystyle \pi } folgt. Er ist benannt nach den beiden Mathematikern Carl Louis Ferdinand von Lindemann und Karl Weierstraß.

## Aussage
Der Satz besagt folgendes:
Für jede endliche Folge paarweise verschiedener algebraischer Zahlen ist die zugehörige Folge der unter der Exponentialfunktion aus diesen Zahlen gebildeten Funktionswerte linear unabhängig über dem Körper der algebraischen Zahlen.

Das bedeutet:
Hat man irgendeine natürliche Zahl {\displaystyle n>0} und dazu zwei beliebige Folgen {\displaystyle \left(\alpha _{j}\right)_{j=1,\ldots ,n}\,,\,\left(\beta _{j}\right)_{j=1,\ldots ,n}} algebraischer Zahlen derart, dass für {\displaystyle i,j,\in \{1,\ldots ,n\}} aus {\displaystyle i\neq j} stets {\displaystyle \beta _{i}\neq \beta _{j}} folgt und mindestens ein {\displaystyle \alpha _{j}\neq 0} ist, so gilt immer
{\displaystyle \sum _{j=0}^{n}\alpha _{j}e^{\beta _{j}}\neq 0}.

## Historie
Den oben genannten allgemeinen Satz zeigte Lindemann für den Fall {\displaystyle n=2}. Dabei ging er aus von dem Beweis, den im Jahre 1873 Charles Hermite für seinen Satz von Hermite lieferte, wonach die eulersche Zahl {\displaystyle e} transzendent ist. Zuvor hatte bereits im Jahre 1761 Johann Heinrich Lambert die Vermutung geäußert, dass die Kreiszahl ebenfalls  transzendent sei.
Lindemann gab damit im Jahre 1882 den endgültigen Beweis für den nach ihm benannten Satz von Lindemann, wonach {\displaystyle \pi } eine transzendente Zahl und damit die Quadratur des Kreises unmöglich ist.
Obwohl Lindemann die Ausdehnung seines Resultats auf den allgemeinen Fall andeutete, legte er einen Beweis dafür  nicht vor. Weierstraß gab dann im Jahr 1885 einen vollständigen Beweis, womit er die Sache vollendete. Dies erklärt, warum der oben dargestellte Satz den Namen Satz von Lindemann-Weierstraß  erhielt.
Im Jahre 1893 griff David Hilbert die Arbeiten von Lindemann und Weierstraß auf und gab einen deutlich vereinfachten Beweis für die Transzendenz der Zahlen {\displaystyle e} und {\displaystyle \pi }, aus dem sich wiederum auch der allgemeine Satz folgern lässt.
In den 1960er Jahren wurde von Stephen Schanuel die nach ihm benannte Vermutung von Schanuel formuliert, deren Bestätigung nicht nur den Lindemann-Weierstraß'schen Satz, sondern auch den Satz von Baker zur Folge hätte und darüber hinaus auch die offene Frage nach der Transzendenz der beiden Zahlen {\displaystyle e+\pi } und {\displaystyle e\pi } positiv beantwortete.

## Folgerungen
Diese Ergebnisse folgen direkt aus dem obigen Satz.

### Transzendenz vone
Wäre {\displaystyle e} eine algebraische Zahl, so wäre {\displaystyle e} Nullstelle eines normierten Polynoms mit rationalen Koeffizienten. Es gäbe also rationale Zahlen {\displaystyle \beta _{0},\dots ,\beta _{n-1}}, so dass
{\displaystyle e^{n}+\beta _{n-1}e^{n-1}\cdots +\beta _{1}e^{1}+\beta _{0}e^{0}=0}.
Damit wären die ersten {\displaystyle n+1} Potenzen von e linear abhängig über {\displaystyle \mathbb {Q} } (und damit auch über {\displaystyle {\overline {\mathbb {Q} }}}) im Widerspruch zum Satz von Lindemann-Weierstraß.

### Transzendenz vonπ
Um die Transzendenz der Kreiszahl {\displaystyle \pi } zu zeigen, nehmen wir zunächst an, dass {\displaystyle \pi } eine algebraische Zahl ist. Da die Menge der algebraischen Zahlen einen Körper bildet, müsste auch {\displaystyle \pi i} algebraisch sein ({\displaystyle i} bezeichnet hier die imaginäre Einheit). Nun ist aber
{\displaystyle e^{\pi i}+e^{0}=-1+1=0}
im Widerspruch zu linearen Unabhängigkeit von {\displaystyle e^{\pi i}} und {\displaystyle e^{0}}.
Dies zeigt, dass unsere Annahme falsch war, die Kreiszahl {\displaystyle \pi } muss also transzendent sein.

### Transzendenz der natürlichen Exponential- und Logarithmusfunktion
{\displaystyle {\rm {e^{\alpha }}}} ist für jede algebraische Zahl {\displaystyle {\alpha }\neq 0} transzendent. Wenn dies nicht wäre, dann müsste eine algebraische Zahl {\displaystyle \beta } existieren mit:
{\displaystyle e^{\alpha }=\beta }
Da die Menge der algebraischen Zahlen einen Körper bildet, ist für jedes algebraische {\displaystyle \beta } auch {\displaystyle -\beta } algebraisch. Nun ist aber:
{\displaystyle e^{\alpha }=\beta \Leftrightarrow e^{\alpha }-\beta =0\Leftrightarrow 1\cdot e^{\alpha }+(-\beta )\cdot e^{0}=0}
im Widerspruch zu linearen Unabhängigkeit von {\displaystyle e^{\alpha }} und {\displaystyle e^{0}}.
Aus {\displaystyle e^{\alpha }=\beta \Leftrightarrow \ln(\beta )=\alpha } folgt unmittelbar: {\displaystyle \ln({\beta })} ist für jede algebraische Zahl {\displaystyle {\beta }\neq 1}, insbesondere jede positive rationale Zahl {\displaystyle {\beta }\neq 1}, transzendent.
Weil die Menge der algebraischen Zahlen einen Körper bildet, ist für jede algebraische Zahl {\displaystyle {\alpha }} auch {\displaystyle {\alpha i}} algebraisch und somit gilt auch:
{\displaystyle e^{\alpha i}} ist für jede algebraische Zahl {\displaystyle {\alpha }\neq 0} transzendent.
Insgesamt gilt:
Für jede komplexe Zahl {\displaystyle {\kappa }\neq 0} ist eine der beiden Zahlen
{\displaystyle \kappa \,,\,{\mathrm {e} }^{\kappa }}

transzendent. (Satz von Hermite-Lindemann)

### Transzendenz der Hyperbelfunktionen
{\displaystyle \sinh(\alpha )}, {\displaystyle \cosh(\alpha )}, {\displaystyle \tanh(\alpha )} und {\displaystyle \coth(\alpha )} sind für jede algebraische Zahl {\displaystyle {\alpha }\neq 0} transzendent.
Es gilt:
{\displaystyle \sinh(x)={\frac {e^{x}-e^{-x}}{2}}={\frac {1}{2}}\cdot e^{x}-{\frac {1}{2}}\cdot e^{-x}}
{\displaystyle \cosh(x)={\frac {e^{x}+e^{-x}}{2}}={\frac {1}{2}}\cdot e^{x}+{\frac {1}{2}}\cdot e^{-x}}
{\displaystyle \tanh(x)={\frac {\sinh(x)}{\cosh(x)}}={\frac {e^{x}-e^{-x}}{e^{x}+e^{-x}}}={\frac {e^{2x}-1}{e^{2x}+1}}}
{\displaystyle \coth(x)={\frac {\cosh(x)}{\sinh(x)}}={\frac {e^{x}+e^{-x}}{e^{x}-e^{-x}}}={\frac {e^{2x}+1}{e^{2x}-1}}}
Für {\displaystyle \sinh(x)} und {\displaystyle \cosh(x)} ist der Beweis derselbe wie für {\displaystyle e^{x}}. Angenommen {\displaystyle \sinh(\alpha )={\frac {e^{\alpha }-e^{-\alpha }}{2}}} oder {\displaystyle \cosh(\alpha )={\frac {e^{\alpha }+e^{-\alpha }}{2}}} wären für {\displaystyle {\alpha }\neq 0} algebraisch, dann müsste eine algebraische Zahl {\displaystyle \beta } existieren mit:
{\displaystyle {\frac {e^{\alpha }\pm e^{-\alpha }}{2}}=\beta }
Da die Menge der algebraischen Zahlen einen Körper bildet, sind für jedes algebraische {\displaystyle \beta } auch {\displaystyle -\beta } und {\displaystyle \pm 2\beta } algebraisch. Nun ist aber:
{\displaystyle {\frac {e^{\alpha }\pm e^{-\alpha }}{2}}=\beta \Leftrightarrow e^{\alpha }\pm e^{-\alpha }=2\beta \Leftrightarrow e^{\alpha }\pm e^{-\alpha }-2\beta =0\Leftrightarrow 1\cdot e^{\alpha }+(\pm 1)\cdot e^{-\alpha }+(-2\beta )\cdot e^{0}=0}
im Widerspruch zu linearen Unabhängigkeit von {\displaystyle e^{\alpha }}, {\displaystyle e^{-\alpha }} und {\displaystyle e^{0}}.
Für {\displaystyle \tanh(x)} und {\displaystyle \coth(x)} werden folgende Identitäten verwendet:
{\displaystyle \cosh(x)={\frac {1}{\sqrt {1-\tanh ^{2}(x)}}}}
{\displaystyle \coth(x)={\frac {1}{\tanh(x)}}}
Angenommen, {\displaystyle \tanh(\alpha )} wäre für eine algebraische Zahl {\displaystyle {\alpha }\neq 0} algebraisch und die algebraische Zahl {\displaystyle \beta }. Die algebraischen Zahlen bilden einen Körper, in dem zusätzlich auch uneingeschränkt radiziert werden kann, d. h. jede Wurzel einer algebraischen Zahl ist selbst algebraisch. Das führt aber bei Verwendung der ersten Identität zu folgendem:
{\displaystyle \tanh(\alpha )=\beta \Rightarrow \cosh(\alpha )={\frac {1}{\sqrt {1-\tanh ^{2}({\alpha })}}}={\frac {1}{\sqrt {1-\beta ^{2}}}}}
Aufgrund der Körperaxiome der algebraischen Zahlen ist für jede algebraische Zahl {\displaystyle \beta } der Bruch {\displaystyle {\frac {1}{\sqrt {1-\beta ^{2}}}}} algebraisch. Also folgt aus der Annahme, {\displaystyle \tanh(\alpha )} für eine algebraische Zahl {\displaystyle {\alpha }\neq 0} ist algebraisch, die Aussage {\displaystyle \cosh(\alpha )} für eine algebraische Zahl {\displaystyle {\alpha }\neq 0} ist algebraisch. Da letzteres bereits falsifiziert ist, gilt: {\displaystyle \tanh(\alpha )} ist für jede algebraische Zahl {\displaystyle {\alpha }\neq 0} transzendent.

Weil {\displaystyle \coth(\alpha )={\frac {1}{\tanh(\alpha )}}} gilt, folgt hieraus: {\displaystyle \coth(\alpha )} ist für jede algebraische Zahl {\displaystyle {\alpha }\neq 0} transzendent.

### Transzendenz der trigonometrischen Funktionen
{\displaystyle \sin(\alpha )}, {\displaystyle \cos(\alpha )}, {\displaystyle \tan(\alpha )} und {\displaystyle \cot(\alpha )} sind für jede algebraische Zahl {\displaystyle {\alpha }\neq 0} transzendent.
Es gilt:
{\displaystyle \sin(x)={\frac {e^{xi}-e^{-xi}}{2i}}={\frac {1}{2i}}\cdot e^{xi}-{\frac {1}{2i}}\cdot e^{-xi}}
{\displaystyle \cos(x)={\frac {e^{xi}+e^{-xi}}{2}}={\frac {1}{2}}\cdot e^{xi}+{\frac {1}{2}}\cdot e^{-xi}=\pm {\frac {1}{\sqrt {1+\tan ^{2}(x)}}}}
{\displaystyle \tan(x)={\frac {\sin(x)}{\cos(x)}}={\frac {e^{xi}-e^{-xi}}{(e^{xi}+e^{-xi})\cdot i}}={\frac {e^{2xi}-1}{(e^{2xi}+1)\cdot i}}}
{\displaystyle \cot(x)={\frac {\cos(x)}{\sin(x)}}={\frac {(e^{xi}+e^{-xi})\cdot i}{e^{xi}-e^{-xi}}}={\frac {(e^{2xi}+1)\cdot i}{e^{2xi}-1}}={\frac {1}{\tan(x)}}}
Man verwende, dass für jede algebraische Zahl {\displaystyle \alpha } auch {\displaystyle -\alpha } und {\displaystyle \pm \alpha i} algebraisch sind, ebenso dass für jede algebraische Zahl {\displaystyle \beta } auch {\displaystyle -\beta } und {\displaystyle \pm \beta i} algebraisch sind. Der rechnerische Beweis zur Transzendenz der trigonometrischen Funktionen erfolgt dann analog zum Beweis der Transzendenz der Hyperbelfunktionen.